# São Paulo Confessions
Az 1999-es São Paulo Confessions Suba nagylemeze. Az albumon hallható zenészek magját az akkor 21 éves énekes, Cibelle és a veterán dobos João Parahyba adja. További zenészek: Mestre Ambrosio; Roberto Frejat, Edgar Scandurra és Andre Geraissatti gitárosok; Katia B., Taciana, Joana Jones és Arnaldo Antunes énekesek.
Az album szerepel az 1001 lemez, amit hallanod kell, mielőtt meghalsz című könyvben.

## Az album dalai
|     | Cím                      | Szerző(k)                     | Cím magyarul                    | Hossz |
| --- | ------------------------ | ----------------------------- | ------------------------------- | ----- |
| 1.  | Tantos Desejos           | Suba, Taciana                 | Oly sok vágy                    | 4:27  |
| 2.  | Você Gosta               | Suba, Taciana                 | Tudom, mit szeretsz             | 4:20  |
| 3.  | Na Neblina               | Suba                          | A ködben                        | 4:43  |
| 4.  | Segredo                  | Suba, Katia B.                | Titok                           | 4:03  |
| 5.  | Antropófagos             | Suba                          | Kannibálok                      | 6:22  |
| 6.  | Felicidade               | Vinicius De Moraes, Tom Jobim | Boldogság                       | 4:21  |
| 7.  | Um Dia Comum (Em SP)     | Suba                          | Egy átlagos nap (São Paulo-ban) | 4:59  |
| 8.  | Sereia                   | Suba, Béco, Cibelle           | Sellő                           | 6:00  |
| 9.  | Samba Do Gringo Paulista | Suba                          | Paulista Gringo szambája        | 4:49  |
| 10. | Abraço                   | Suba, Antunes                 | Ölelés                          | 5:05  |
| 11. | Pecados da Madrugada     | Suba                          | Hajnal előtti bűnök             | 5:05  |
| 12. | A Noite Sem Fim          | Suba                          | A vég nélküli éj                | 7:02  |

## Fordítás
Ez a szócikk részben vagy egészben a São Paulo Confessions című angol Wikipédia-szócikk ezen változatának fordításán alapul.  Az eredeti cikk szerkesztőit annak laptörténete sorolja fel. Ez a jelzés csupán a megfogalmazás eredetét és a szerzői jogokat jelzi, nem szolgál a cikkben szereplő információk forrásmegjelöléseként.